# Amalfi, Antioquia
Amalfi este un municipiu în Columbia, în departamentul Antioquia.